# Moses Makasi
Kusu Moses Makasi (Londen, 22 september 1995) is een Engels voetballer van Nigeriaanse afkomst die als middenvelder voor IK Brage speelt.

## Carrière
Moses Makasi speelde tot 2014 in de jeugd van West Ham United FC, waarna hij tot 2019 onder contract stond bij deze club zonder in actie te komen. Wel zat hij enkele wedstrijden in de Premier League, League Cup en FA Cup op de bank. In 2015 werd hij twee maanden aan Chelmsford City FC verhuurd, waar hij zes wedstrijden speelde in de National League South. In de tweede helft van het seizoen 2017/18 werd Makasi verhuurd aan Plymouth Argyle FC, waar hij zijn debuut in het betaald voetbal maakte in de met 4-2 gewonnen thuiswedstrijd tegen AFC Wimbledon op 13 februari 2018. De tweede seizoenshelft van het seizoen erna werd hij aan Stevenage FC verhuurd.
Nadat zijn contract bij West Ham in 2019 afliep, sloot hij in augustus 2019 transfervrij aan bij FC Eindhoven. Hij debuteerde voor Eindhoven op 8 september 2019, in de met 1-0 verloren uitwedstrijd tegen Helmond Sport. Hij werd een vaste waarde, vooral op de linksbackpositie. Na een seizoen vertrok hij transfervrij naar het Zweedse IK Brage.

### Statistieken
| Seizoen                       | Club                 | Land           | Competitie        | Competitie | Competitie | Beker | Beker | Totaal | Totaal |
| Seizoen                       | Club                 | Land           | Competitie        | Wed.       | Dlp.       | Wed.  | Dlp.  | Wed.   | Dlp.   |
| ----------------------------- | -------------------- | -------------- | ----------------- | ---------- | ---------- | ----- | ----- | ------ | ------ |
| 2015/16                       | → Chelmsford City FC | Engeland       | Nat. League South | 6          | 0          | 0     | 0     | 6      | 0      |
| 2016/17                       | West Ham United FC   | Engeland       | Premier League    | 0          | 0          | 0     | 0     | 0      | 0      |
| 2017/18                       | West Ham United FC   | Engeland       | Premier League    | 0          | 0          | 0     | 0     | 0      | 0      |
| 2017/18                       | → Plymouth Argyle FC | Engeland       | League One        | 7          | 1          | 0     | 0     | 7      | 1      |
| 2018/19                       | West Ham United FC   | Engeland       | Premier League    | 0          | 0          | 0     | 0     | 0      | 0      |
| 2018/19                       | → Stevenage FC       | Engeland       | League Two        | 14         | 0          | 0     | 0     | 14     | 0      |
| 2019/20                       | FC Eindhoven         | Nederland      | Eerste divisie    | 24         | 1          | 3     | 0     | 27     | 1      |
| 2020                          | IK Brage             | Zweden         | Superettan        | 19         | 0          | 0     | 0     | 19     | 0      |
| Carrièretotaal                | Carrièretotaal       | Carrièretotaal | Carrièretotaal    | 70         | 2          | 3     | 0     | 73     | 2      |
| Bijgewerkt op 13 januari 2021 |                      |                |                   |            |            |       |       |        |        |